# Dmytro Bezruk
Dmytro Andrijovyč Bezruk (in ucraino Дмитро Андрійович Безрук?; Odessa, 30 marzo 1996) è un ex calciatore ucraino, di ruolo portiere.

## Carriera
Cresciuto nelle giovanili del Čornomorec', ha esordito in prima squadra il 16 agosto 2015 in occasione del match di campionato perso 2-0 contro lo Zorja.

## Statistiche

### Presenze e reti nei club
Statistiche aggiornate al 24 Settembre 2018.
| Stagione        | Squadra         | Campionato      | Campionato | Campionato | Coppe nazionali | Coppe nazionali | Coppe nazionali | Coppe continentali | Coppe continentali | Coppe continentali | Altre coppe | Altre coppe | Altre coppe | Totale | Totale | Totale |
| Stagione        | Squadra         | Comp            | Pres       | Reti       | Comp            | Pres            | Reti            | Comp               | Pres               | Reti               | Comp        | Pres        | Reti        | Pres   | Reti   |        |
| --------------- | --------------- | --------------- | ---------- | ---------- | --------------- | --------------- | --------------- | ------------------ | ------------------ | ------------------ | ----------- | ----------- | ----------- | ------ | ------ | ------ |
| 2015-2016       | Čornomorec'     | PL              | 7          | -9         | CU              | 0               | 0               |                    | -                  | -                  |             | -           | -           | 7      | -9     |        |
| 2016-2017       | Čornomorec'     | PL              | 7          | -12        | CU              | 2               | 0               |                    | -                  | -                  |             | -           | -           | 9      | -12    |        |
| 2017-2018       | Čornomorec'     | PL              | 14         | -22        | CU              | 1               | -2              |                    | -                  | -                  |             | -           | -           | 15     | -24    |        |
| 2018-2019       | Čornomorec'     | PL              | 0          | 0          | CU              | 0               | 0               |                    | -                  | -                  |             | -           | -           | 0      | 0      |        |
| Totale carriera | Totale carriera | Totale carriera | 28         | -43        |                 | 3               | -2              |                    | -                  | -                  |             | -           | -           | 31     | -45    |        |